# Mindaugas Kačinas
Mindaugas Kačinas (Klaipėda, 30 de junio de 1993) es un jugador de baloncesto profesional lituano. Juega en la posición alero en el Club Baloncesto Lucentum Alicante de la Primera FEB.

## Carrera universitaria
Kačinas jugó en los South Carolina Gamecocks de la Universidad de Carolina del Sur desde 2012 a 2016, pronediando 6,7 puntos en 132 partidos.

## Carrera profesional
Tras su graduación en South Carolina Gamecocks, firmó un contrato de dos años con el equipo lituano del Neptūnas Klaipėda.
En diciembre de 2018, firmó con el Körfuknattleiksdeild Keflavíkur de la Primera División de Islandia. En su debut, anotó 20 puntos y capturó 8 rebotes en la derrota contra Njarðvík.
En julio de 2019 firmó por un año con el Palencia Baloncesto de la LEB Oro de España.
En julio de 2020 se informó de su incorporación al Club Baloncesto Breogán de Lugo.
El 29 de julio de 2022, firma por el Donar Groningen de la BNXT League.
El 22 de septiembre de 2022, regresa a España para jugar en el San Pablo Burgos de la Liga LEB Oro.
El 24 de agosto de 2023, firma por el Club Ourense Baloncesto de la Liga LEB Oro.
El 22 de noviembre de 2024, firma por el Club Baloncesto Lucentum Alicante de la Primera FEB.

## Selección
Participó con la selección de baloncesto de Lituania en el Campeonato Europeo de Baloncesto Masculino Sub-20 de 2013, donde fue uno de los líderes del equipo, promediando 9 puntos, 5,5 rebotes y 1,3 asistencias por partido.
Formó parte también de la selección lituana que consiguió la medalla de oro en baloncesto de la Universiada de 2017 celebrada en Taipéi.